# Thomas Wallace (1er baron Wallace)
Thomas Wallace (1768 - 23 février 1844) est un homme politique anglais qui occupe plusieurs postes gouvernementaux.

## Biographie
Il est né à Brampton en 1768, fils de James Wallace (homme politique) (1729-1783), avocat, solliciteur général, procureur général de George III, et de son épouse, Elizabeth Simpson, fille unique héritière de Thomas Simpson, de Carleton Hall, Cumberland.
Il étudie au Collège d'Eton de 1777 à 1784. Il étudie ensuite à l'Université d'Oxford où il obtient sa maîtrise en 1790.

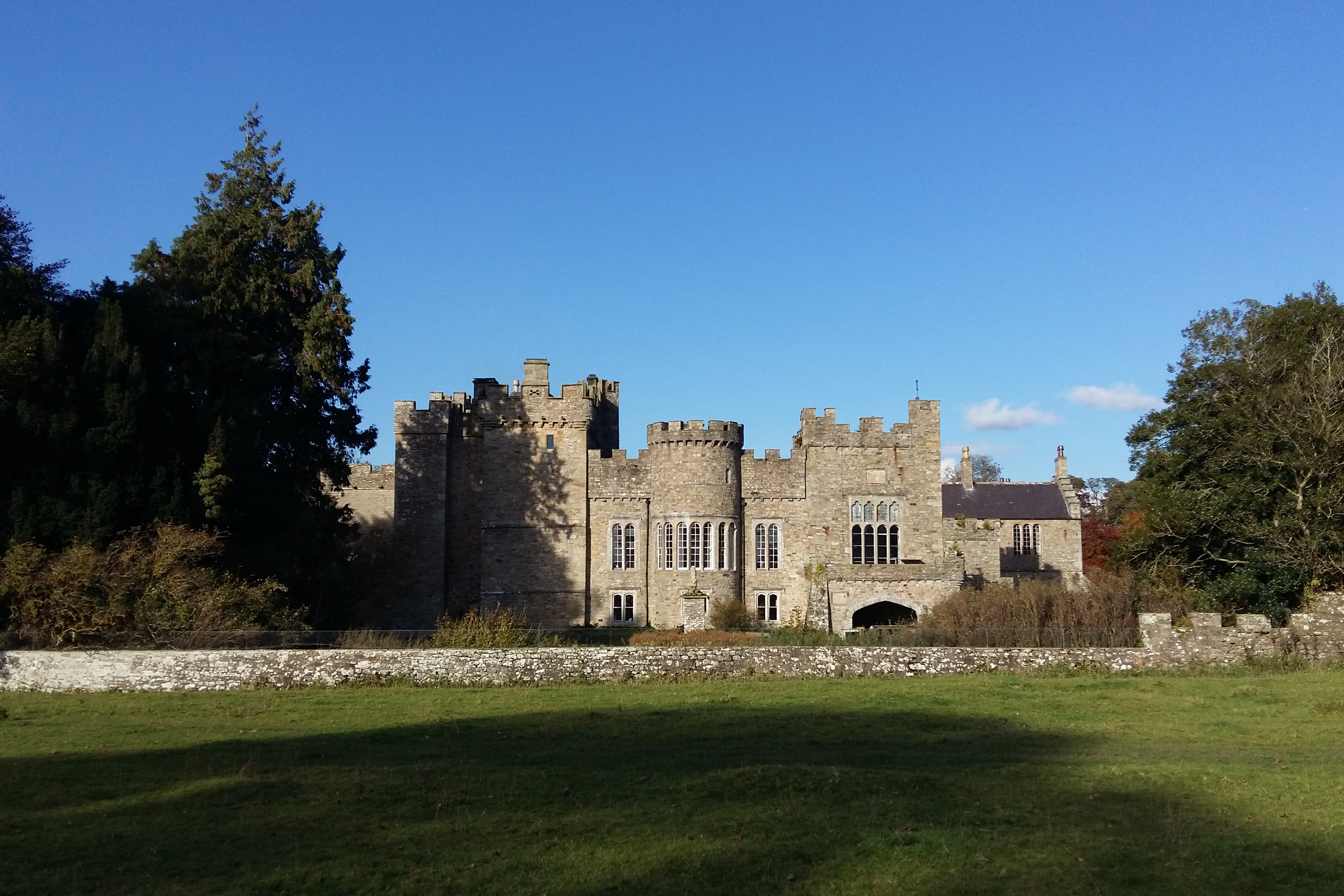
Château de Featherstone, Northumberland

Après la mort de son père en 1783, il hérite (à 15 ans) de Carleton Hall (en), situé près de Penrith, dans le Cumbria.
En 1793, il est élu membre de la Royal Society of Edinburgh, parrainé par Andrew Dalzell, Henry Brougham et Alexander Fraser Tytler.
Il vend le domaine de Carleton en 1828 à John Cowper. Il achète ensuite le château de Featherstone près de Haltwistle, dans le Northumberland, qu’il transforme dans les années 1830 en style gothique.

## Carrière politique
Wallace est député pour Grampound de 1790 à 1796, pour Penryn de 1796 à 1802, pour Hindon de 1802 à 1807, pour Shaftesbury de 1807 à 1812, pour Weymouth de 1812 à 1813, pour Cockermouth de 1813 à 1818 et de nouveau pour Weymouth de 1818 à 1828. Il est Lord de l'amirauté de 1797 à 1800.
Il est nommé conseiller privé en 1801 et anobli comme baron Wallace, de Knaresdale dans le comté de Northumberland, le 2 février 1828. Il est membre du conseil de contrôle de 1807 à 1816 (responsable de la supervision de la Compagnie britannique des Indes orientales) et vice-président du Board of Trade de 1818 à 1823. De 1823 à 1827, il est maître de la monnaie.

## Vie privée
En 1814, le baron Wallace, âgé de 46 ans, épouse Lady Jane Hope (1766-1829) vicomtesse Melville (veuve de Henry Dundas (1er vicomte Melville)), fille de John Hope (2e comte de Hopetoun). Lady Jane est décédée en juin 1829, sans enfants.
Lord Wallace lui survit 15 ans et meurt à Featherstone le 23 février 1844. N'ayant pas d'enfants, le titre de baron s'est éteint avec lui.